# 2014年盈江地震
2014年盈江地震（又称2014年德宏地震）是指北京时间2014年5月24日4时49分、5月30日9时20分发生于中国云南省德宏傣族景颇族自治州盈江县的双震，震级分别为Ms 5.6、Ms 6.1。该次地震未造成人员死亡，但共造成60人受伤（其中9人为重伤），是云南省内首次震级达6级却没造成人员死亡的地震。

## 发震背景
云南省位于印度板块和欧亚板块的交界处，属于三江造山带的南端，地质构造复杂，地质活动活跃。盈江地区属于云南省西南部的历史地震多发地区，位于腾冲－龙陵地震带和缅甸弧地震带之间的过渡地区。尤其是自2008年汶川大地震发生以来，盈江地区的地震活动变得更加活跃。2008年至2013年期间，当地共发生过2次5级以上的地震，分别为2008年8月5.9级地震和2011年3月5.8级地震。

## 参数测定

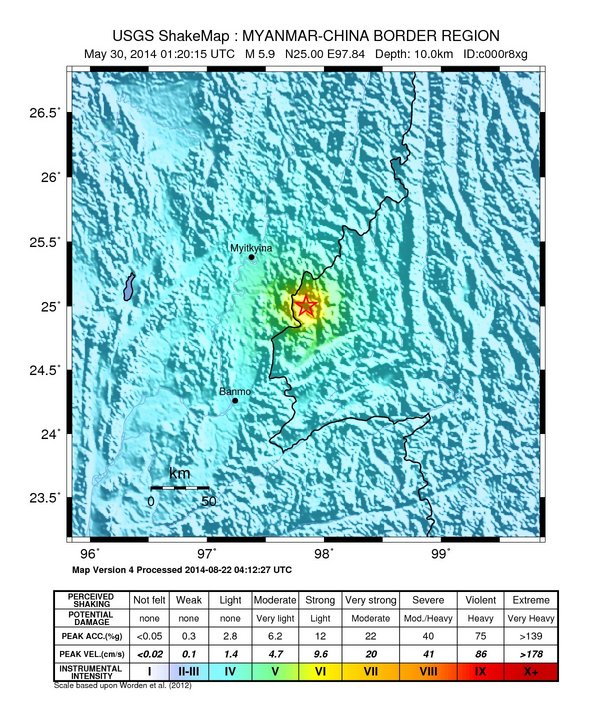
美国地质调查局制作的烈度分布图

主震A发生于北京时间2014年5月24日4时49分，根据中国地震台网测定，震中位于中国云南省德宏傣族景颇族自治州盈江县（北纬25.01度，东经97.82度），震级为Ms 5.6，震源深度约为12千米；美国地质调查局测得的震级为MW 5.8，震源深度约为8.0千米。
主震B发生于北京时间2014年5月30日9时20分，根据中国地震台网测定，震中同样位于盈江县（北纬25.03度，东经97.82度），震级为Ms 6.1，震源深度约为12千米；美国地质调查局测得的震级为MW 5.9，震源深度约为10.0千米。

## 震害情况
受地震影响，德宏傣族景颇族自治州、保山市、临沧市、大理白族自治州和昆明市等地均有震感。
美国地质调查局根据震源参数等信息，推测出因该次地震造成的死亡人数为0至1人、经济损失为1000万至1亿美元的可能性最大。而根据中国地震局震灾应急救援司的统计，虽然没有因该次地震而遇难的人，但不计算间接损失，仅计算直接经济损失就已达到了18亿元人民币（合震发当日汇率约2.9亿美元）。此外，该次地震还造成60人受伤，其中9人重伤。
此外，该次地震还造成盈江县和周边地区共60364间房屋受损，3410间房屋倒塌。共有17.7万人在此次地震中受灾。

## 余震活动
截至2014年5月31日22时，该次地震共引发25次3级以上余震。其中，根据中国地震台网目录，仅主震发生后1小时内就发生了9次3级以上的余震。